# سلمی باشا
سلمی باشا (زاده ۹ نوامبر ۲۰) بازیکن فوتبال فرانسوی است که به عنوان یک وینگر چپ پشت یا چپ برای باشگاه لیگ دسته یک فمینین لیون و تیم ملی فرانسه بازی می‌کند.

## اوایل زندگی
باشا در منطقه گرانج بلانش لیون فرانسه بزرگ شد. او در چهار سالگی توسط برادرش به فوتبال معرفی شد. او در هشت سالگی به آکادمی لیون پیوست.

## حرفه باشگاهی
او به پیشرفت خود در رده‌های جوانان در لیون ادامه داد. در سال ۲۰۱۳، بازی‌های او توجه سونیا بومپاستور، فوتبالیست سابق را که مسئولیت مرکز تمرین لیون را نیز بر عهده داشت، جلب کرد. او در فصل ۱۸–۲۰۱۷ با لیون قراردادی حرفه ای امضا کرد. در همان فصل، لیون قهرمان لیگ قهرمانان اروپا شد و باشا در فینال شروع کرد. لیون باید در فینال لیگ قهرمانان ۲۰۱۹ نیز شرکت کند. باشا در این بازی به عنوان جانشین اوژنی لو سامر در دقیقه ۸۲ بازی به میدان رفت.

## آمار شغلی

### باشگاه
تا تاریخ مسابقه انجام شد ۲۷ فوریه۲۰۲۲
| باشگاه   | فصل      | لیگ           | لیگ      | لیگ   | جام      | جام   | قاره     | قاره  | دیگر     | دیگر  | مجموعه   | مجموعه |
| باشگاه   | فصل      | بخش           | برنامه‌ها | اهداف | برنامه‌ها | اهداف | برنامه‌ها | اهداف | برنامه‌ها | اهداف | برنامه‌ها | اهداف  |
| -------- | -------- | ------------- | -------- | ----- | -------- | ----- | -------- | ----- | -------- | ----- | -------- | ------ |
| لیون     | ۲۰۱۷–۱۸  | دسته ۱ بانوان | ۱۱       | ۰     | ۶        | ۲     | ۶        | ۰     | —        | —     | ۲۳       | ۲      |
| لیون     | ۲۰۱۸–۱۹  | دسته ۱ بانوان | ۱۵       | ۰     | ۲        | ۰     | ۷        | ۱     | —        | —     | ۲۴       | ۱      |
| لیون     | ۲۰۱۹–۲۰  | دسته ۱ بانوان | ۶        | ۰     | ۴        | ۰     | ۵        | ۰     | ۰        | ۰     | ۱۵       | ۰      |
| لیون     | ۲۰۲۰–۲۱  | دسته ۱ بانوان | ۱۰       | ۰     | ۱        | ۰     | ۵        | ۰     | —        | —     | ۱۶       | ۰      |
| لیون     | ۲۰۲۱–۲۲  | دسته ۱ بانوان | ۱۴       | ۳     | ۲        | ۰     | ۶        | ۰     | —        | —     | ۲۲       | ۳      |
| کل مجموع | کل مجموع | کل مجموع      | ۵۶       | ۳     | ۱۵       | ۲     | ۲۹       | ۱     | ۰        | ۰     | ۱۰۰      | ۶      |

### بین‌المللی
تا تاریخ بازی در ۲۲ فوریه ۲۰۲۲ برگزار شد
| تیم ملی | سال   | برنامه‌ها | اهداف |
| ------- | ----- | -------- | ----- |
| فرانسه  |       |          |       |
| ۲۰۲۱    | ۲     | ۱        |       |
| ۲۰۲۲    | ۲     | ۰        |       |
| مجموع   | مجموع | ۴        | ۱     |

ارقام و نتایج ابتدا تعداد گل‌های فرانسه را فهرست می‌کند، ستون امتیاز نشان دهنده امتیاز بعد از هر گل باشا است.
| عدد | تاریخ          | محل                             | حریف | نمره | نتیجه | رقابت                              |
| --- | -------------- | ------------------------------- | ---- | ---- | ----- | ---------------------------------- |
| 1   | ۳۰ نوامبر ۲۰۲۱ | استادیوم رودورو، گینگام، فرانسه | ولز  | 2–0  | 2–0   | مقدماتی جام جهانی فوتبال زنان ۲۰۲۳ |

## افتخارات
لیون
- بخش ۱ زنان: ۲۰۱۷–۱۸، ۲۰۱۸–۱۹، ۲۰۱۹–۲۰
- جام حذفی زنان فرانسه: ۲۰۱۸–۱۹، ۲۰۱۹–۲۰
- جام قهرمانان: ۲۰۱۹
- لیگ قهرمانان اروپا زنان: ۲۰۱۷–۱۸، ۲۰۱۸–۱۹، ۲۰۱۹–۲۰

فرانسه زیر ۱۹ سال
- قهرمانی زیر ۱۹ سال زنان یوفا: ۲۰۱۹